# Kanton Wœrth

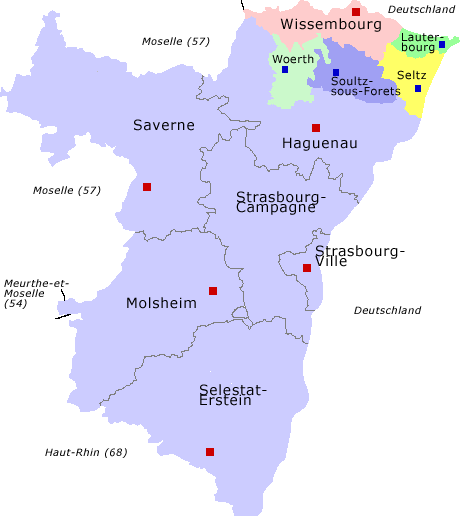
Karte des Arrondissements Wissembourg mit seinen fünf Kantonen

Der Kanton Wœrth war bis 2015 ein französischer Wahlkreis im Arrondissement Wissembourg, im Département Bas-Rhin und in der Region Elsass.

## Geschichte
Der Kanton wurde 1801 neu errichtet. Am 22. März 2015 wurde der Kanton aufgelöst. Alle Gemeinden gehören jetzt zum Kanton Reichshoffen.

## Gemeinden
Der Kanton Wœrth bestand aus folgenden 17 Gemeinden:
- Biblisheim
- Dieffenbach-lès-Wœrth
- Durrenbach
- Eschbach
- Forstheim
- Frœschwiller
- Gœrsdorf
- Gunstett
- Hegeney
- Lampertsloch
- Langensoultzbach
- Laubach
- Morsbronn-les-Bains
- Oberdorf-Spachbach
- Preuschdorf
- Walbourg
- Wœrth